# Żuk (baśń)
Żuk, także Żuk gnojek (duń. Skarnbassen) – baśń literacka autorstwa Hansa Christiana Andersena, wydana po raz pierwszy w 1861 roku.

## Publikacja
Utwór został opublikowany przez wydawnictwo C.A. Reitzel w Kopenhadze 2 marca 1861 roku w zbiorze Nowe przygody i opowieści. Druga seria. Pierwsza kolekcja. 1861 (duń. Nye Eventyr og Historier. Anden Række. Første Samling. 1861) wraz z baśniami: Muzą nowego stulecia, Na podwórku, Bałwanem ze śniegu, Ojciec wie najlepiej, Dwunastoma podróżnymi i Kamieniem mądrości. Zbiór był krytykowany i uznany za jeden ze słabszych w dorobku autora. Baśń o Żuku była jednak dołączana do kolejnych zbiorów w 1867 oraz w 1871 roku, co może świadczyć o jej popularności.

## Polskie przekłady
Baśń była szereg razy tłumaczona na język polski z niemieckiego, poza ostatnim tłumaczeniem z duńskiego Bogusławy Sochańskiej:
- 1892 – Żuk w anonimowym tłumaczeniu w zbiorze Bajki i opowiadania wydanym w Warszawie
- 1901 – Żuk: Maria Glotz (tłum.): Nowe powieści czarodziejskie Andersena. T. 2. Warszawa. Brak numerów stron w książce
- 1905 – Żuk gnojek: Wanda Młodnicka (tłum.): Wybór bajek Andersena. Lwów. Brak numerów stron w książce
- 1931 – Żuk: Stefania Beylin (tłum.): Baśnie. Warszawa. Brak numerów stron w książce
- 2006 – Żuk: Bogusława Sochańska (tłum. z duńskiego): Baśnie i opowieści. Tom II 1852–1862. Poznań. s. 345–351. ISBN 978-83-7278-194-9.

## Fabuła
Streszczenia dokonano na podstawie wersji duńskiej w Wikiźródłach.
Za uratowanie cesarza podczas bitwy jego koń zostaje podkuty złotymi podkowami. Chrząszcz (duń. skarnbassen) domaga się takich samych podków, uważając się za równie ważnego. Kowal odmawia, więc chrząszcz obraża się i postanawia wyruszyć w świat. Odwiedza ogród, gdzie spotyka biedronkę i gąsienicę, ale nie znajduje tam dla siebie miejsca. Podczas ulewy chroni się w mokrym prześcieradle, narzekając na aurę. Spotyka żaby, które chwalą pogodę, ale chrząszcz nie podziela ich entuzjazmu.
Szukając schronienia, trafia pod skorupę doniczki, gdzie mieszkają rodziny szczypawek. Szczypawki przedstawiają mu swoje dzieci, ale chrząszcz szybko się nudzi i odchodzi. Dociera do rowu, gdzie spotyka inne chrząszcze i opowiada im o swoim pochodzeniu z cesarskiej stajni. Zaręcza się z jedną z chrząszczyc, ale szybko ją porzuca, nie informując nikogo.
Przeprawia się przez rów na liściu kapusty, ale zostaje schwytany przez chłopca i jego towarzysza. Chłopcy przywiązują go do patyka i umieszczają w starym drewniaku jako żeglarza. Drewniak dryfuje po stawie, a chrząszcz nie może się uwolnić. Na chwilę odwiedza go mucha. Dziewczęta w łodzi zauważają go, odcinają sznurek i wypuszczają na wolność. Chrząszcz wraca do cesarskiej stajni i siada na grzywie konia. Uważa, że koń otrzymał złote podkowy ze względu na niego, ponieważ teraz go dosiada. Czuje się dumny i zadowolony ze swojej podróży. Postanawia opowiedzieć innym chrząszczom o swoich przygodach i doświadczeniach. Baśń kończy się refleksją chrząszcza, że świat nie jest taki zły, jeśli potrafi się go odpowiednio postrzegać.

## Galeria

Ilustracje baśni Żuk
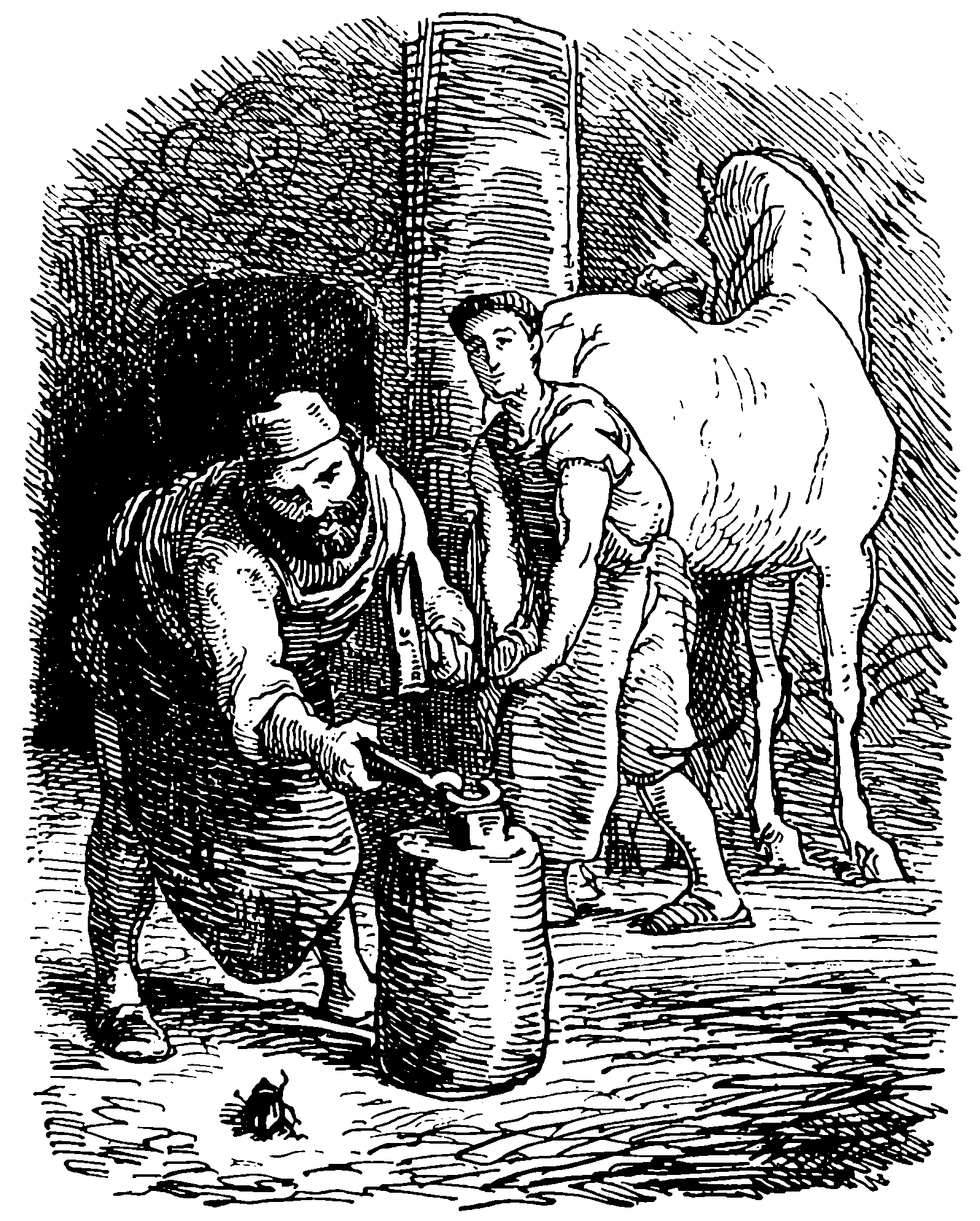
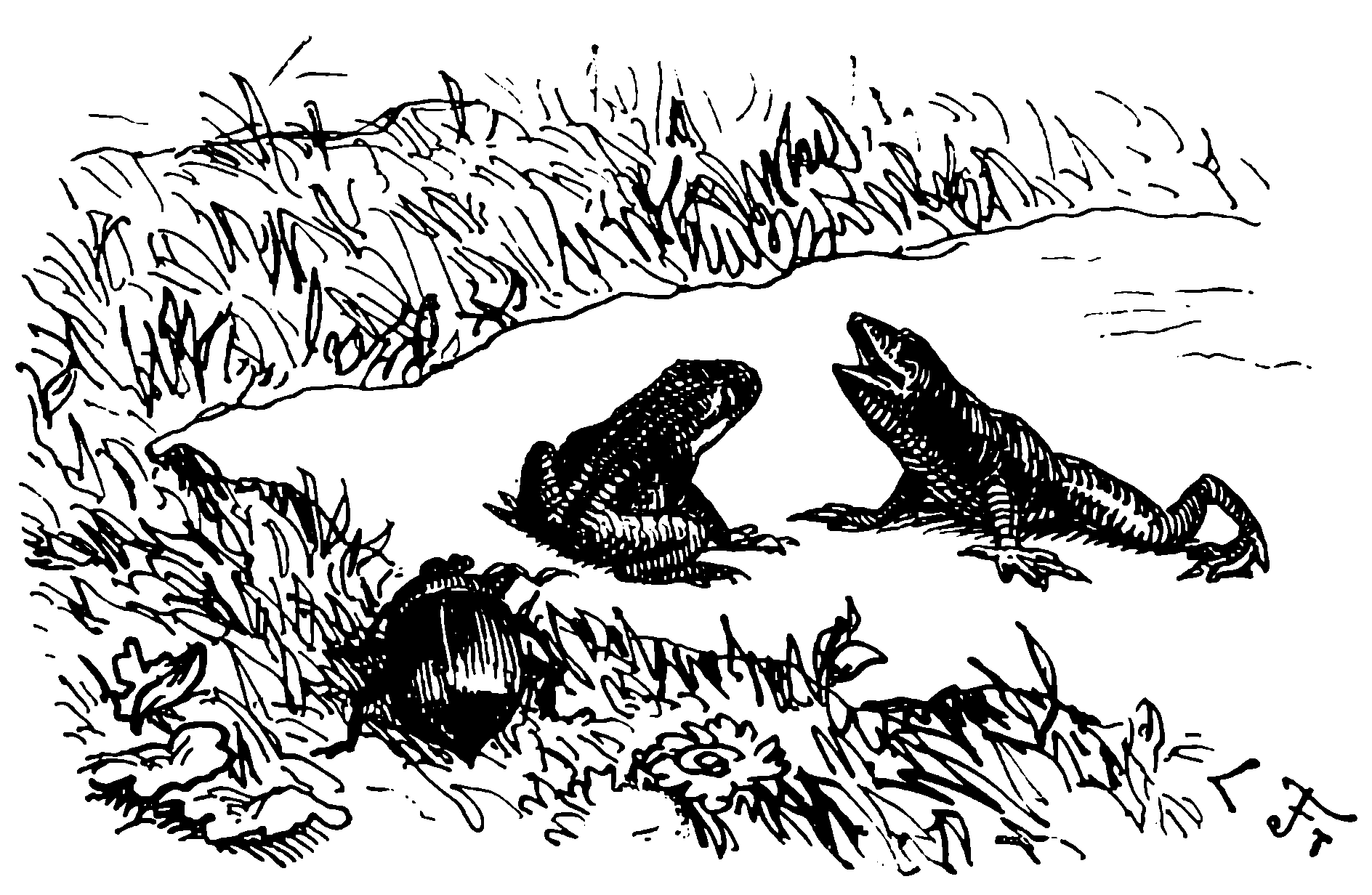
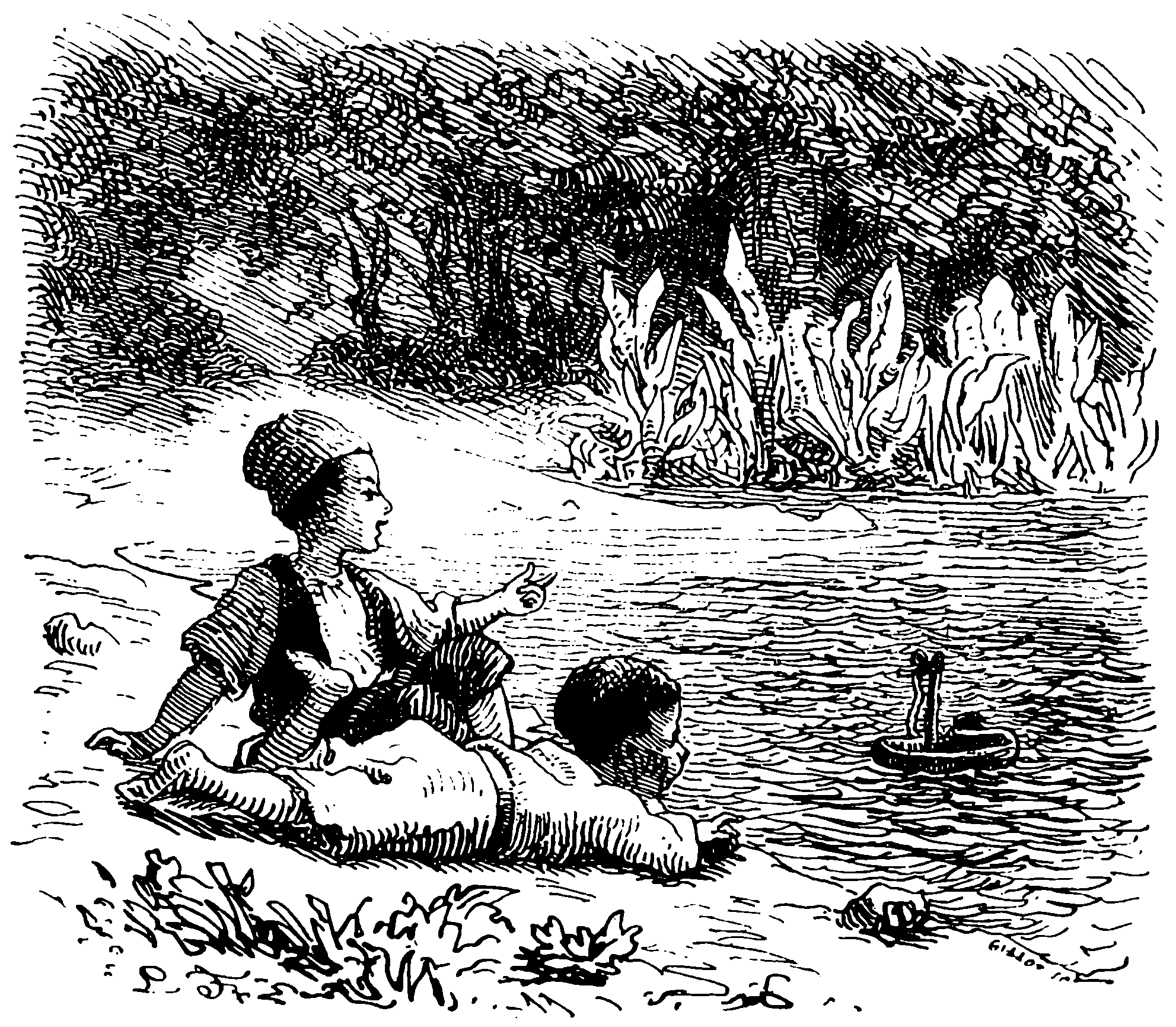
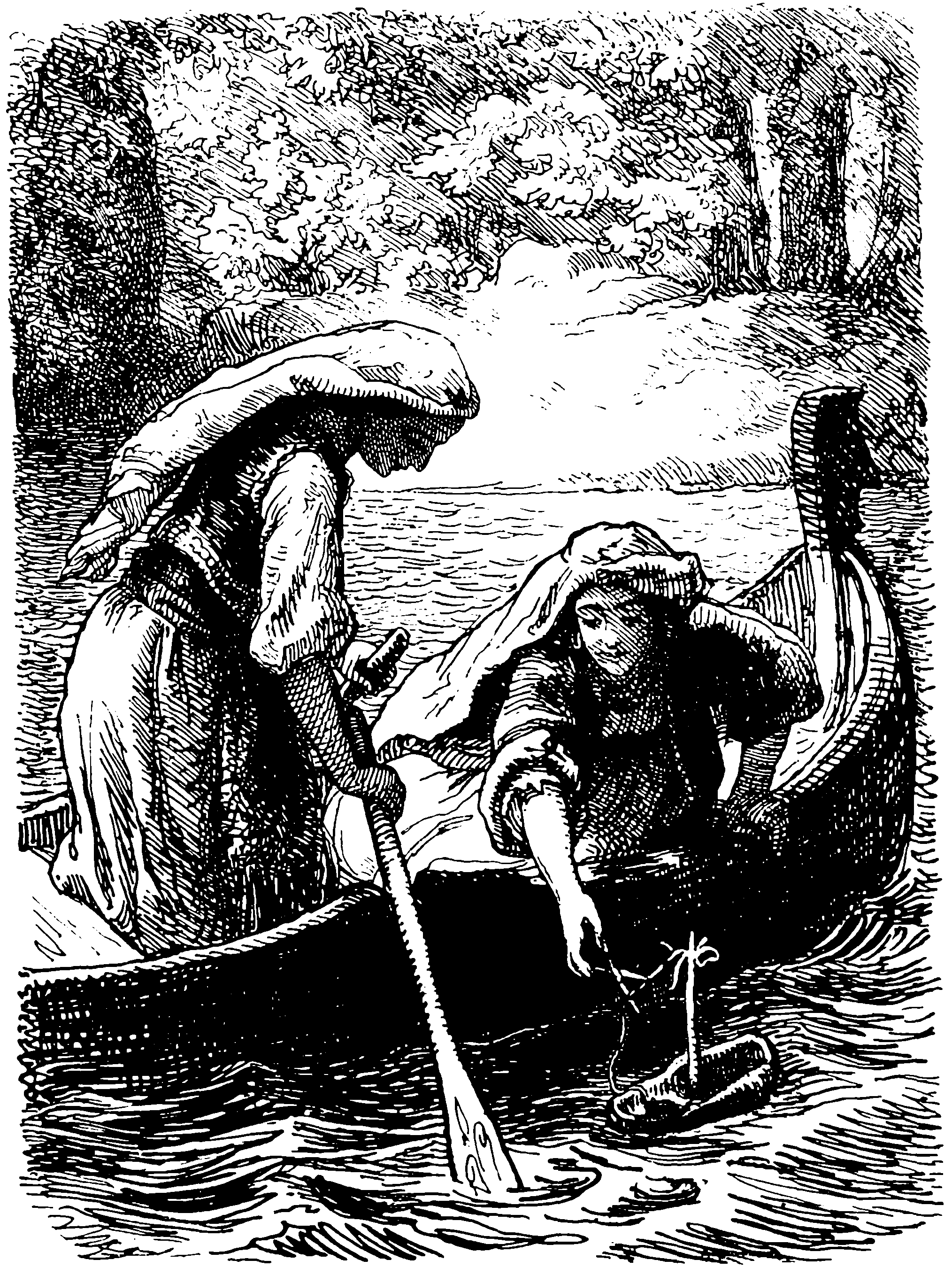
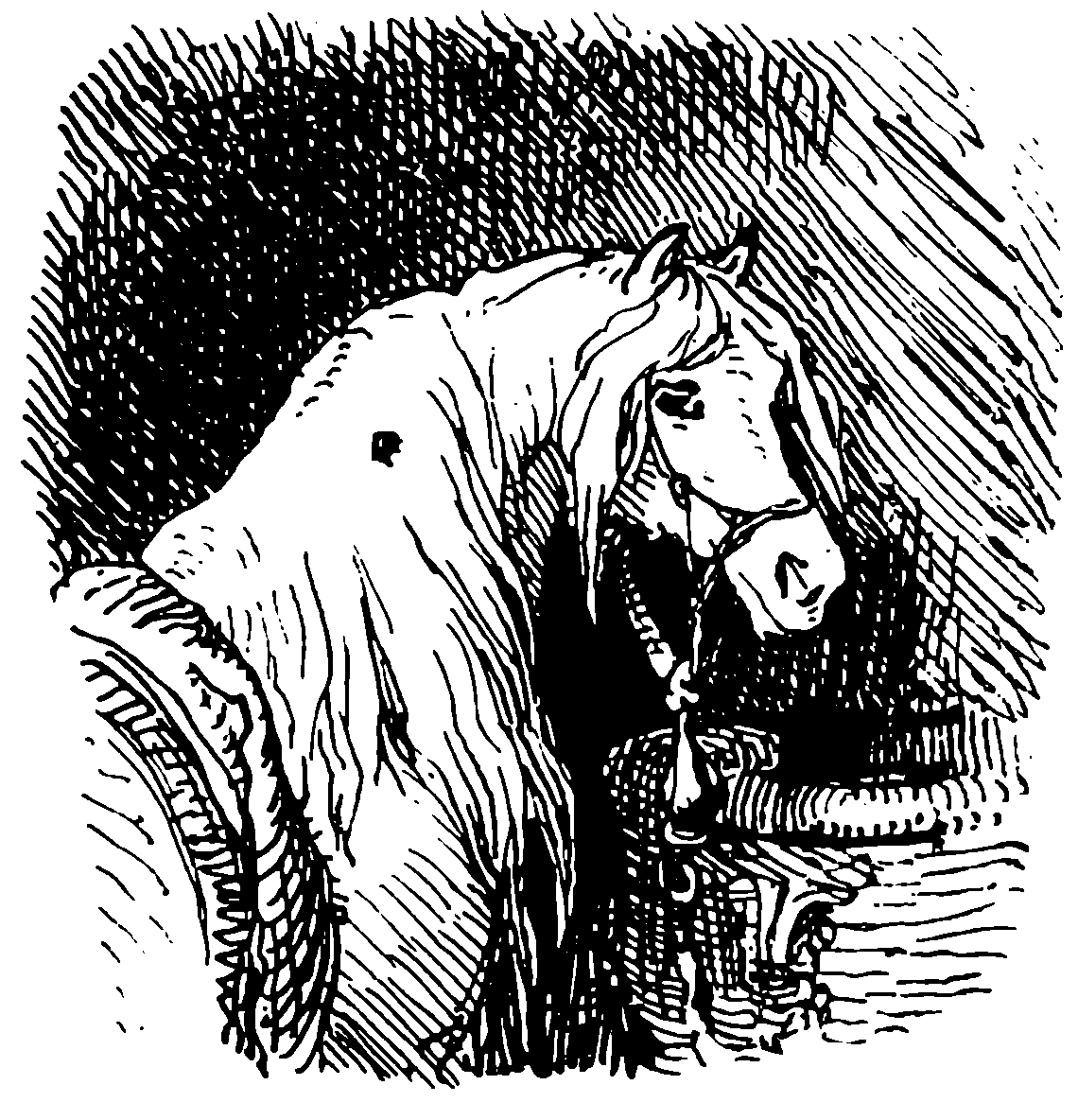